# Ideopsis messala
Ideopsis messala är en fjärilsart som beskrevs av Hans Fruhstorfer 1910. Ideopsis messala ingår i släktet Ideopsis och familjen praktfjärilar. Inga underarter finns listade i Catalogue of Life.